# ジャン＝ポール・ローランス
ジャン＝ポール・ローランス（Jean-Paul Laurens,1838年3月28日 - 1921年3月23日）は、フランスの彫刻家、画家である。エコール・デ・ボザール（国立高等美術学校）や、私立美術学校アカデミー・ジュリアンで多くの画家を育てた。

## 略歴
オート＝ガロンヌ県のフルクヴォー（fr:Fourquevaux）に生まれた。トゥールーズ高等美術学校で学んだ後、パリのエコール・デ・ボザール（国立高等美術学校）でレオン・コニエ（Léon Cogniet）やアレクサンドル・ビーダ（fr:Alexandre Bida）に学んだ。主に歴史画を描き、パリ市庁舎などの公共施設の装飾画も描いた。
エコール・デ・ボザールやアカデミー・ジュリアンで教鞭をとったローランスは優秀な教師としても知られ、指導した学生にはエドマンド・デュラックやアンドレ＝デュノワイエ・ド・スゴンザック(André Dunoyer de Segonzac)もいた。
息子の、ジャン＝ピエール・ローランス（Jean-Pierre Laurens :1875-1932）、ポール・アルベール・ローランス（Paul Albert Laurens:1870-1934）も画家になった。

## 作品
- 『パリ市庁舎でバイイとラファイエットに迎えられるルイ16世』
- 『メキシコ皇帝マクシミリアンの最期』
- 『ロベール敬虔王の破門』
- 『教皇フォルモススとステファヌス7世』

## ローランスの教えた学生
- アルベール・ルブール (1849-1928)
- ジョルジュ・ルー（1853-1929）
- トーマス・クーパー・ゴッチ (1854-1931)
- アンリ・モレ (1856-1913)
- エミリオ・ボッジョ (1857-1920)
- アンリ・マルタン (1860-1943)
- ルネ・シュッツェンベルジェ (1860-1916)
- アルフォンス・ミュシャ (1860-1939)
- アシール・ロージェ (1861-1944)
- アルフレド・ヘルスビー (1862-1933)
- ルパート・バニー (1864-1947)
- ガイ・ローズ (1867-1925)
- グランヴィル・レドモンド (1871-1935)
- アルバート・ハーター (1871-1950)
- ジェーン・アチェ (1872-1937)
- アーネスト・ローソン (1873-1939)
- フレデリック・カール・フリージキー (1874-1939)
- ラウル・バーレ (1874-1932)
- クラランス・ガニョン (1881-1942)
- ジョルジュ・バルビエ (1882-1932)
- エドマンド・デュラック (1882-1953)
- フェルナン・アラール・ロリヴィエ (1883-1933)
- ロベール・プゲオン (1886-1955)
- 平賀亀祐 (1889-1971)